# Plessis-Saint-Benoist
 Plessis-Saint-Benoist  es una población y comuna francesa, ubicada en la región de Isla de Francia, departamento de Essonne, en el distrito de Étampes y cantón de Dourdan.

## Demografía
| 204 | 167 | 175 | 221 | 259 | 273 |
| Para los censos de 1962 a 1999 la población legal corresponde a la población sin duplicidades (Fuente: INSEE [Consultar]) |     |     |     |     |     |